# Duke (musikalbum)
Duke är ett musikalbum med Genesis släppt 1980. Det är gruppens tionde studioalbum och det andra med uppsättningen Tony Banks, Phil Collins och Mike Rutherford. Duke spelades in i Polar Studios i Stockholm mellan oktober och december 1979.
Albumet nådde förstaplatsen på albumlistan i Storbritannien, vilket var första gången för gruppen. I USA nådde det en elfteplats. Låtarna "Turn It on Again", "Duchess" och "Misunderstanding" släpptes som singlar.

## Låtlista
1. "Behind the Lines" (Banks, Collins, Rutherford) - 5:31
2. "Duchess" (Banks, Collins, Rutherford) - 6:40
3. "Guide Vocal" (Banks) - 1:18
4. "Man of Our Times" (Rutherford) - 5:35
5. "Misunderstanding" (Collins) - 3:11
6. "Heathaze" (Banks) - 5:00
7. "Turn It on Again" (Banks, Collins, Rutherford) - 3:50
8. "Alone Tonight" (Rutherford) - 3:54
9. "Cul de Sac" (Banks) - 5:02
10. "Please Don't Ask" (Collins) - 4:00
11. "Duke's Travels" (Banks, Collins, Rutherford) - 8:41
12. "Duke's End" (Banks, Collins, Rutherford) - 2:04